# Tofu
Pour les articles homonymes, voir Tofu (homonymie).
Le tofu (prononciation : /tɔ.fy/ au Québec ou /tɔ.fu/) ou fromage de soja est un aliment d'origine chinoise issu de la coagulation de boisson végétale à base de soja. C'est une pâte blanche et molle, d'odeur et de goût peu prononcés, qui constitue une base importante de l'alimentation de l'Asie de l'Est et du Sud-Est. Il est aussi consommé par des végétariens et végétaliens parce qu'il peut être utilisé comme ingrédient dans de nombreuses recettes de cuisine.
Le tofu est obtenu en ajoutant un agent coagulant au lait de soja ayant subi un traitement thermique. Ce coagulant peut être un sel comme du chlorure de magnésium (japonais nigari ou chinois lǔshuǐ) ou de chlorure de calcium, du gypse (sulfate de calcium) ou alors un agent acide comme la glucono delta-lactone (GDL) ou du jus de citron,. Le chlorure de magnésium est préféré au Japon, le sulfate de calcium en Chine alors que le chlorure de calcium l'est aux États-Unis.
Le tofu existe sous de nombreuses formes (séché, fumé, frit, en feuilles ou en blocs, poilu, soyeux, aux herbes, etc.) ; il peut aussi être fermenté (tofu fermenté, tofu puant). Il se cuisine seul, coupé en dés, frit ou en mélange dans des salades, dans la soupe ou émietté dans des galettes avec des légumes et des céréales.

## Étymologie et origine

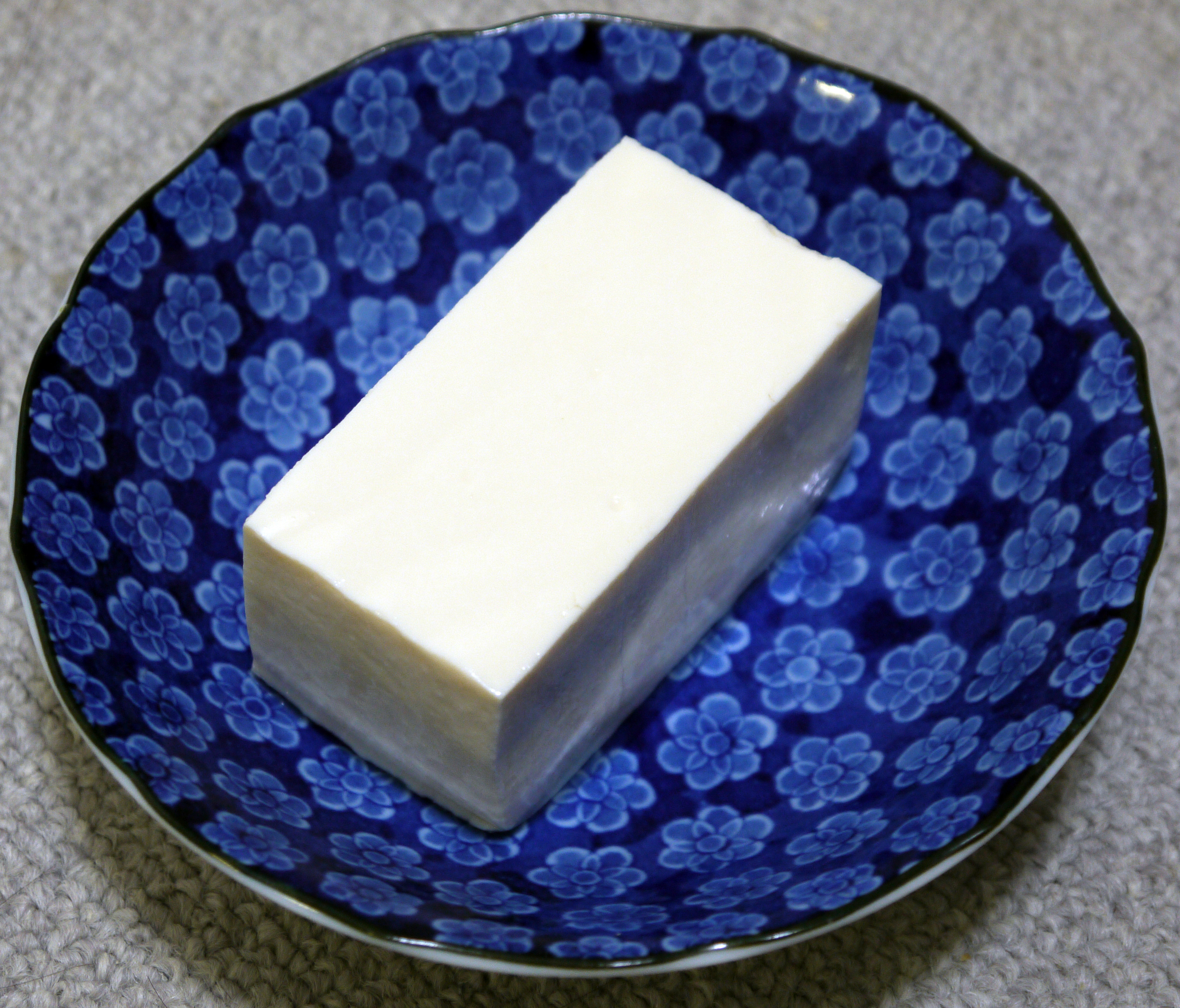
Tofu soyeux (kinugoshi tōfu en japonais).

Le terme tofu, prononcé tofou, vient du japonais tōfu (豆腐), qui est lui-même la prononciation japonaise du terme chinois 豆腐, dòufǔ. La première mention du mot « tofu » dans une langue européenne se trouve dans un dictionnaire portugais-japonais, le Vocabvlario da Lingoa de Iapam (Vocabulário da Língua do Japão en portugais moderne), écrit par les jésuites et publié à Nagasaki en 1603.
Le soja a été domestiqué par les Chinois au XIe siècle av. J.-C. Les Chinois attribuent généralement la découverte du tofu à Liu An (164 - 122 av. J.-C.), de la dynastie Han.
Le naturaliste allemand Engelbert Kaempfer qui eut la possibilité de séjourner à Nagasaki, entre 1690 et 1692, fit connaître aux botanistes européens le soja dans un ouvrage de 1712. On trouve au XIXe siècle, dans le Bulletin de la Société d'acclimatation, les premières descriptions du tofu, sous les noms de teou-fou, « fromage chinois » ou « fromage de pois » (car le soja est aussi nommé « pois oléagineux ») et finalement à la fin du siècle, de « fromage de daizu » ou « to-fu » (grâce aux informateurs rentrant du Japon). Dans Le Potager d'un curieux (1892), on indique que le soja est employé « pour la fabrication du Shoyu, du Miso et du To-fu ».

## Fabrication
Le tofu résulte de la coagulation du « lait de soja » suivi du pressage des grumeaux obtenus. Du pressage, on obtient un liquide jaune « petit lait », contenant des protéines solubles, des minéraux et des vitamines. Ce liquide est précieux et ne devrait pas être jeté (avec un assaisonnement judicieux, il peut servir comme bouillon, ou encore comme base de soupe). Le lait de soja est obtenu lui, en faisant tremper des graines de soja séchées que l'on moud puis que l'on fait bouillir avant de les égoutter. On utilise plus rarement des graines fraîches. Le lait de soja est une émulsion de protéines et de lipides dont la coagulation est obtenue par ajout de coagulants de deux types : sels ou acides. L'usage d'enzymes est envisagé pour produire du tofu ferme ou soyeux. Les graines de soja dépelliculées et le nigari sont disponibles dans les magasins de diététique. Si on ne dispose pas de nigari et qu'on préfère éviter le sel de cuisine pour des raisons de santé, on peut utiliser du jus de citron qui donne un excellent tofu, légèrement acidulé et aromatisé au citron.
On peut distinguer trois types de coagulants (Liu, 1997) :
- Coagulants salés

Chlorure de magnésium (chinois tradit. : 鹵水, 滷水 ; simpl. : 卤水 ; pin. : lǔshuǐ ; japonais, kanji : 苦汁、滷汁 ; romaji : nigari) et chlorure de calcium sont les coagulants traditionnels de la préparation du tofu. Ces coagulants ont un effet sur les protéines du soja et produisent un tofu tendre et moelleux. Au Japon, le nigari est extrait de l'eau de mer après que le chlorure de sodium (sel de cuisine) soit exclu en le laissant se déposer par évaporation. À cause de son mode de préparation à partir de l'eau de mer, ce sel contient en outre diverses quantités de sulfate de magnésium, de chlorure de potassium et de chlorure de calcium, ainsi que des traces de tous les autres sels contenus dans l'eau. Bien que le mot japonais nigari (苦汁、滷汁) dérive d'un mot qui signifie amer, ce sel ne donne pas de goût au tofu obtenu. Le chlorure de calcium est utilisé couramment en Amérique du Nord. De l'eau de mer fraîche peut aussi être utilisée comme coagulant comme c'est le cas à Okinawa et en Corée pour le sundubu.
Le sulfate de calcium (anhydrite) est le coagulant le plus couramment utilisé pour produire industriellement un tofu ferme, de style chinois. C'est aussi le plus ancien puisqu'il fut utilisé en Chine dès le début de la fabrication du tofu. On le préparait en chauffant le gypse puis en l'écrasant avant utilisation. Le tofu obtenu est tendre et de texture fragile. Ce coagulant n'apporte pas de goût au tofu, mais il l'enrichit en calcium, un composé important pour lutter contre l'ostéoporose. Le plâtre, fabriqué par chauffage du gypse naturel, est une source courante et bon marché de sulfate de calcium. Contrairement au nigari et au lǔshuǐ, fortement solubles dans l'eau, le gypse est peu soluble et son mode d'action diffère de celui des autres coagulants.
- Coagulants acides

Le glucono delta-lactone (GDL) est un acide organique naturel qui fut utilisé pour la première fois pour coaguler le lait de soja au Japon dans les années 1960. Il est de plus en plus utilisé depuis deux décennies. Il est aussi employé en fromagerie et en boulangerie. Il produit un tofu à la texture très fine, proche de celle d'une gelée, et il lui confère un léger goût acide. On l'utilise souvent en commun avec le sulfate de calcium pour améliorer la texture. Le vinaigre, les jus de fruit (particulièrement de citron), le miel contiennent naturellement du glucono delta-lactone et peuvent donc être utilisés pour la coagulation du lait de soja ; le tofu obtenu gardera trace du goût du produit utilisé.
- Enzymes coagulantes

Des enzymes protéolytiques provenant de micro-organismes sont de plus en plus utilisées pour la coagulation du lait de soja car elles permettent aux industriels de nouvelles combinaisons permettant un meilleur contrôle des qualités du tofu produit. Pour faire un tofu de qualité, une des choses les plus difficiles à faire est d'évaluer exactement la quantité de coagulant à ajouter au lait de soja. Les fabricants de tofu expérimentés jugent de la quantité de coagulant en examinant le petit lait. La quantité est appropriée si le petit lait est transparent, d'une couleur ambre ou jaune pâle et de saveur douce. S'il est un peu amer, trop de coagulant a été ajouté. Si le petit lait est légèrement opaque, pas assez de coagulant a été utilisé. La température du lait, lorsqu'on lui ajoute le coagulant, influe aussi sur la qualité du tofu. À haute température, la coagulation est rapide et la texture est dure. À basse température, le gel est plus mou, mais si la température est trop basse, la coagulation est incomplète, le tofu contient trop d'eau et ne garde pas sa forme.

## Biochimie de la transformation du lait de soja en tofu
Le processus de transformation du lait de soja liquide en une substance molle et facile à déformer, appelée gel, repose sur les propriétés des protéines globulaires de la graine de soja. On part d'un liquide dans lequel sont dispersées régulièrement des particules colloïdales de 130 nanomètres de diamètre en moyenne et on aboutit à une substance solide formant une charpente emprisonnant le liquide et l'empêchant de s'écouler. La transition d'une solution colloïdale à un gel, dite transition sol-gel, est un processus complexe impliquant les liaisons non covalentes entre les protéines globulaires. Ces grosses molécules, d'abord en solution colloïdale vont subir des réactions de dénaturation, de dissociation-association et d’agrégation, conduisant à la formation d'un gel.
La transition sol-gel du lait de soja en tofu est semblable à celle du lait de vache en caillé obtenue par la dénaturation de la caséine Kappa.
Le lait de soja est une suspension colloïdale contenant 3,6 % de protéines, 2,9 % de glucides, 2,0 % de lipides et 0,5 % d’éléments minéraux.

### Protéines globulaires
Les graines de soja contiennent divers types de protéines : une petite minorité (10 %), extraites à l'eau, sont des albumines et une grosse majorité (90 %), extraites en solution de sels dilués, sont des globulines.
Ce sont ces protéines globulaires qui ont la faculté remarquable de s'agréger sous l'effet d'un traitement particulier pour former un gel. Par ultracentrifugation, on peut séparer les différentes protéines en quatre fractions selon leur coefficient de sédimentation, (exprimé en unité Svedberg S) : les albumines, au faible poids moléculaire, ont un coefficient de sédimentation d'environ 2S et les globulines ont un coefficient de sédimentation pour la majorité autour de 7S et 10-12S.
La fraction 2S contient des inhibiteurs de la trypsine, le cytochrome C et α-conglycinine.
La fraction 7S contient majoritairement de la β-conglycinine, des lipoxygénases, de l'α-amylase, des lectines (hémagglutinines). La glycinine et la β-conglycinine sont les protéines les plus importantes de la graine de soja. Avec les α- et γ-conglycinines, elles forment des protéines de stockage qui seront utilisées lors de la croissance de la plantule.

Glycinine : A sous-unité acide, B sous-unité basique
(deux chaînes peptidiques liées par des ponts disulfures)
Trimère (7S, pH 3,8) Hexamère (11S, pH 7,8),
d'après Renkema.

La glycinine est une globuline 11S (dans la graine de soja), représentant 40 % des protéines. Elle est constituée de sous-unités à caractère acide (polypeptide A) et des sous-unités à caractère basique (polypeptide B), liées par un pont disulfure. La structure quaternaire de la glycinine dépend du pH et de la concentration saline : à température ambiante, en milieu basique (pH 7,6) et force ionique forte (0,5 M), elle s'organise en hexamères (11S) alors qu'en milieu acide (pH 3,8) et force ionique faible (30 mM), elle se présente sous la forme de trimères (7S). Chaque sous-unité est entourée par trois sous-unités de charge opposée, tenues ensemble par des ponts disulfure -S-S-.
La β-conglycinine est une globuline 7S, représentant 35 % des protéines. Elle se présente sous forme d'une structure trimère, formée de 3 sous-unités à caractère acide, nommés α, α' et β, unies par des ponts hydrogène et des liaisons hydrophobes, pouvant se réaliser de sept manières différentes (βββ, ββα', ββα, βαα', ααα', ααα). Elle ne comporte pas de résidu de cystéine et par conséquent ne peuvent former de pont disulfure. À pH compris entre 2 et 10 et force ionique supérieure à 0,1, elle se présente sous forme de trimère. Elle est moins stable à la chaleur que la glycinine.
Le chauffage dénature les protéines en rompant les liaisons faibles (pont hydrogène…). La température de dénaturation de la ß-conglycinine est de 65 à 75 °C et celle de la glycinine est plus élevée d'une vingtaine de degrés, soit de 85 à 95 °C.

### Gélification des protéines globulaires
La gélification des protéines globulaires est un processus complexe pouvant survenir dans des conditions variées, mais les traits essentiels de la gélification thermique peuvent se résumer à un processus à trois stades :
1. un dépliement des chaînes polypeptidiques ;
2. une formation d'agrégats fibrillaires ;
3. une association au hasard des fibrilles.

Le chauffage induit une dénaturation des protéines, c'est-à-dire la perte de leur architecture secondaire, tertiaire et quaternaire, sans aucune modification de leur structure primaire. Les chaînes polypeptidiques se disposent alors n'importe comment, avec leurs groupes fonctionnels exposés. Les résidus d'acides aminés apolaires se trouvant à l'extérieur rendent difficile le contact de la protéine avec l'eau et la font précipiter. La dénaturation des protéines est un prérequis à la formation du gel. Les agents dénaturants principaux sont la chaleur, le pH acide et les sels.
Comme précédemment vu, la β-conglycinine est dénaturée à une température d'une vingtaine de degrés de moins que la glycinine (soit vers 70 °C pour la première et vers 90 °C pour la seconde). Dans un deuxième temps, lorsque les groupes fonctionnels exposés interagissent entre eux, il y a formation d’agrégats via des ponts disulfure, des liens hydrogènes, des effets hydrophobes et/ou des forces de van der Waals. La formation de feuillets β intermoléculaires semble jouer un rôle capital dans le maintien de la structure et dans les propriétés mécaniques des gels de globulines.
Là encore, les deux protéines globulaires du soja se comportent différemment : la glycinine conduit à la formation de structures fibrillaires régulières, d'un diamètre externe d'environ 12-15 nm, stabilisées par des ponts disulfure, tandis que la β-conglycinine conduit à la formation d'agrégats plus compacts, moins organisés, d'un diamètre irrégulier. C'est pourquoi les gels obtenus avec la glycinine pure sont plus rigides que ceux obtenus avec la β-conglycinine seule.
Enfin, si la concentration en protéines est suffisante, l’agrégation conduit d'abord à la formation d'une précipitation puis pour une concentration plus élevée à la formation d'un gel. La fermeté du gel varie avec la sévérité du traitement thermique. Avec une solution à 10 % de protéines, un chauffage à 80 °C donne un gel à texture ferme, et un chauffage à 120 °C donne une texture faible. L'acidification par un jus de citron ou du vinaigre, ou l'addition de sels de calcium (gypse) à une solution de protéines de soja fait aussi « cailler » les protéines, mais le gel est moins ferme et plus élastique que les gels obtenus par chauffage.

## Valeur nutritionnelle
La valeur nutritionnelle du tofu dérive de celle des graines de soja utilisées pour sa fabrication. La différence principale est le contenu en eau : 8,40 % en poids pour le soja, 84,60 pour le tofu. Le tofu peut ainsi être considéré en première approximation comme du soja dilué. Le tofu est une source intéressante de protéines, il en contient en moyenne 14,7 % et 16,4 % pour le tofu fumé. La quantité de protéines est très variable d'un produit à l'autre. Le tofu soyeux quant à lui en contient en moyenne 5 %.

## Histoire

### Origine chinoise
Si le pays d'origine du tofu ne fait guère de doute, le moment de l'origine n'est pas encore complètement élucidé. Plusieurs scénarios ont été imaginés par les historiens mais si comme ici, on s'en tient aux strictes données historiques et archéologiques, on peut résumer l'évolution des analyses ainsi : pendant un millénaire, du Xe siècle au milieu du XXe siècle, les lettrés chinois ont soutenu unanimement que le tofu avait été inventé par Liu An (劉安), le prince de Huainan (situé dans la province actuelle de l'Anhui), au IIe siècle avant notre ère. Puis dans les années 1950-1960, les recherches textuelles ont complètement bouleversé cette opinion et ont amené les historiens à situer l'origine à la fin des Tang, au Xe siècle. Et finalement, les fouilles d'une tombe de l'époque Han ont révélé des gravures qui pouvaient mettre en doute la dernière opinion ou au moins qui obligeaient de la nuancer.
- Hypothèse 1 : origine sous les Han, IIe siècle av. J.-C.

La tradition lettrée veut que l'inventeur du tofu soit Liu An, le prince de Huainan. On peut trouver de nombreux auteurs soutenant cette opinion, du philosophe Zhu Xi au XIIe siècle, au poète Yang Wanli (杨万里), mais la citation la plus connue est celle du célèbre médecin naturaliste Li Shizhen (李时珍) du XVIe siècle qui affirme sans détour : « La méthode de fabrication du tofu prend son origine avec le prince de Huainan, Liu An » (Bencao gangmu,1593). Il poursuit en donnant schématiquement une recette de fabrication en six étapes, tout à fait conforme à la représentation schématique donnée à la section précédente. Cette opinion soutenue par d'aussi grands esprits ne fut jamais mise en doute jusqu'au jour où un chercheur plus curieux, Yuan Hanqing, se mit dans l'idée d'examiner minutieusement les textes de la période Han.
- Hypothèse 2 : origine à la fin des Tang, Xe siècle

Yuan Hanqing (袁翰青) (1954) eut beau passer au peigne fin l'encyclopédie commanditée par Liu An, le Huainanzi, il ne trouva pas la moindre mention de tofu. Lui et plusieurs autres historiens chinois et japonais s’attelèrent alors à chercher des occurrences du terme doufu (豆腐) (ou de synonymes) dans la littérature chinoise d'avant le XIIe siècle. À la surprise générale, la moisson fut très maigre. Shinoda Osamu exhuma en 1968 une citation de Tao Gu (陶谷) (903-970), époque des Cinq Dynasties) qui disait qu'un magistrat de Qing Yang (青阳) (dans l'Anhui) vantait les vertus de la frugalité et encourageait la vente de tofu. Mais rien d'autre ne fut trouvé avant la dynastie Song (960-1279). Le fait le plus troublant fut que la grande encyclopédie agricole du VIe siècle, le Qi Min Yao Shu (Principales techniques pour le bien-être du peuple), qui décrit de manière systématique toutes les techniques de fabrication possibles des aliments de l'époque, ne mentionne jamais le tofu. On ne pouvait trouver d'indications plus claires qu'à cette époque la fabrication du tofu n'avait pas acquis le statut d'une « technique utile au bien-être du peuple ». En outre, Hong Guangzhu qui lui aussi mena sans succès une enquête approfondie sur tous les textes pré-Song, remarqua que l'époque des Song marquait un tournant avec l'apparition puis l'augmentation spectaculaire des occurrences du terme doufu.
- Hypothèse 3 : apparition d'un proto-tofu sous les Han

Un nouveau rebondissement dans cette enquête vint de l'archéologie. La fouille d'une tombe datant de la fin des Han orientaux (IIe siècle), révéla des dalles portant des gravures de personnes engagées dans des travaux domestiques, culinaires et participant à des banquets. Une de ces gravures, publiée en 1981, représentait manifestement la fabrication du tofu. En cinq scènes, on reconnait successivement le trempage, le broyage, le filtrage, la coagulation et l'égouttage-pressage. Le tout sans titre, ni aucune inscription. Si dans cette procédure, on reconnait bien cinq étapes de la fabrication du tofu telles que présentées dans la section précédente (ou données par Li Shizhen), il manque toutefois une étape essentielle : la cuisson du lait de soja puis son chauffage au moment de la coagulation. Or l'expérience indique que si l'on procède ainsi, on obtient bien une précipitation d'agrégats floconneux au fond du récipient, mais que ceux-ci une fois égouttés et pressés, donnent une pâte peu appétissante, peu digeste (les lipoxydases n'ayant pas été détruites) et au goût âpre de haricots crus. Pour concilier l’absence de mention du tofu dans les textes du premier millénaire et cette gravure, Huang a proposé le scénario suivant : les essais de fabrication de caillé de lait de soja sous les Han ont donné un « proto-tofu » qui est resté à la marge du système culinaire chinois pendant un millénaire, le temps de s'apercevoir que la cuisson en faisait un produit bien meilleur d'aspect et de goût.
On observe un changement du statut du soja dans l'alimentation dans la longue période troublée allant de la fin des Han (220) au début des Tang (618). Sous les Han, les grains de soja, consommés très cuits (sous forme de grains doufan [豆饭] ou de gruaux douzhou [豆粥]), faisaient encore partie des aliments de base zhushi (主食). Dans les siècles qui suivirent, les sources textuelles mentionnent de moins en moins les doufan et douzhou pour laisser la place au blé, venu du Moyen-Orient. Les préparations à base de farine de blé (bing, 饼) sous forme de pâtes alimentaires et de galettes vont prendre leur essor. Parallèlement, à la fin du premier millénaire, le procédé de fabrication satisfaisant du tofu va finalement être mis au point et va ouvrir la voie à la création d'une série d'aliments transformés à base de soja, enrichissant la cuisine chinoise de produits appétissants, variés et nourrissants. Beaucoup d'auteurs en Chine continuent à soutenir l'hypothèse 1 d'une création par le prince Liu An sous les Han. Ainsi la grande encyclopédie en ligne chinoise Baidubaike, commence l'entrée tofu (doufu) par « Le tofu est un aliment sain découvert par un alchimiste chinois, Liu An, le prince de Huainan. Depuis plus de deux millénaires, il est apprécié du peuple chinois et des peuples des pays voisins et du monde entier ».

### Transmission au Japon

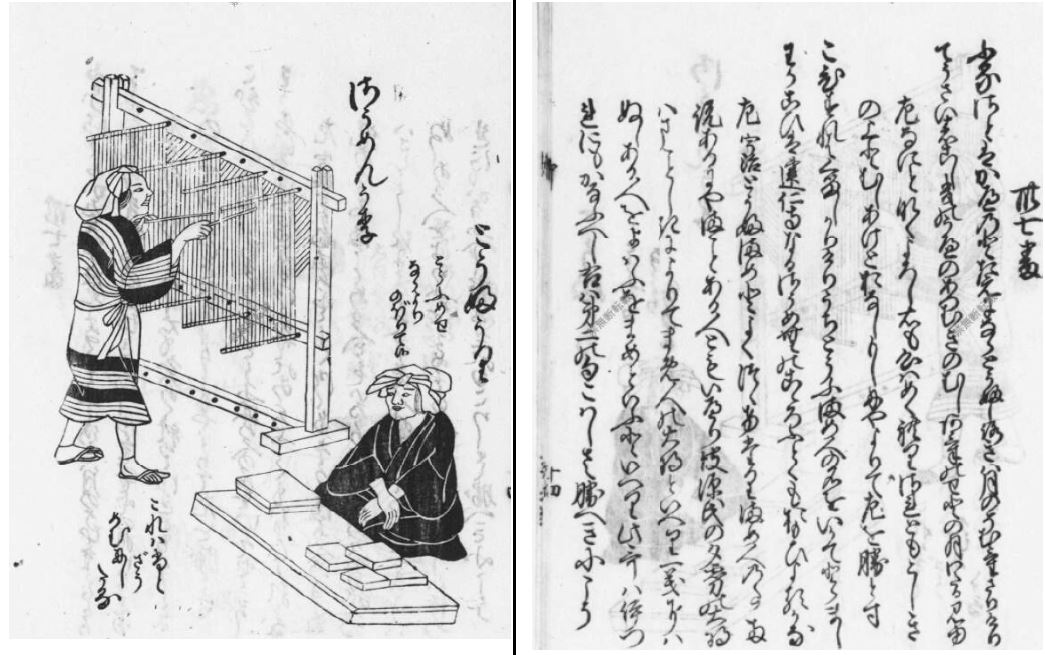
Shichijyu-ichi ban Shokunin Utaawase [七十一番職人歌合] 37, Vendeuse de tofu (1500).

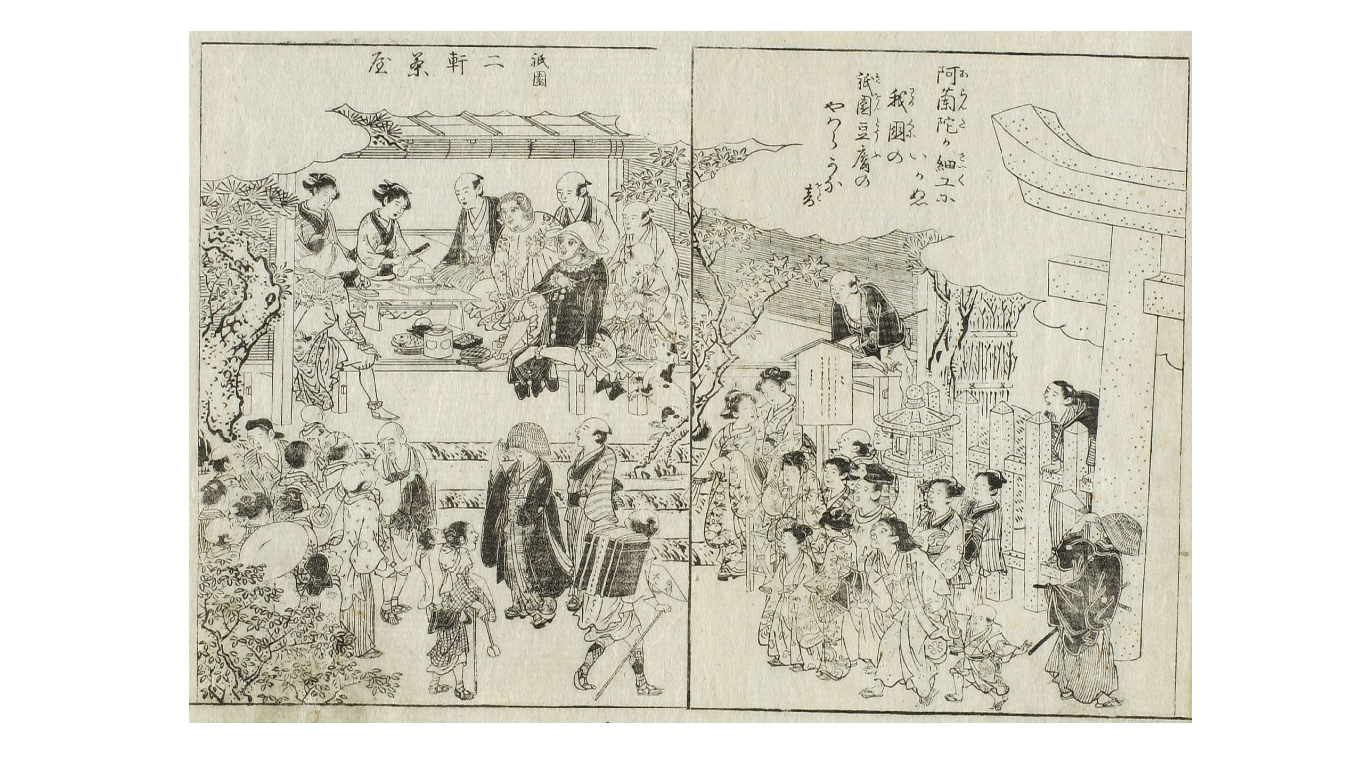
Hollandais regardant la préparation du tofu à Gion, époque Edo.

Au Japon, une tradition populaire veut que le tofu soit venu de Chine, apporté par le moine bouddhiste Kanshin (鉴真), en 754 ou selon une autre version, par le moine zen Ingen qui l'aurait introduit en 1654.
Plutôt que de répéter l'opinion dominante, Shinoda Osamu entreprit une étude des textes japonais anciens,. Les mentions les plus anciennes du tofu qu'il repéra se trouvent dans un menu impérial datant de 1183 puis dans une lettre d'un moine en 1239. À partir du XIVe siècle, le nombre d'occurrences augmente rapidement. Les graphies utilisées sont variables 唐腐, 唐布 (prononcés toutes les deux tofu) ou 毛立 etc. La graphie 豆腐 n'apparaît qu'en 1489. Shinoda remarque aussi que les temples bouddhistes ont joué un rôle important dans la fabrication et la diffusion du tofu. L'obligation de ne pas consommer de viande contraignait les moines à chercher des plats végétariens et nourrissants, en substitution aux protéines animales.
On peut donc supposer avec Huang, que le tofu vint probablement au Japon à la fin des Tang ou sous les Song. Il fut vraisemblablement apporté par des moines bouddhistes à une époque où les échanges culturels entre les deux pays étaient intenses. C'est aussi à cette époque, qu'il fut transmis à la Corée. La technique de fabrication japonaise du tofu évolua différemment qu'en Chine. Les tofu y sont plus tendres, plus clairs et développent des saveurs plus fines qu'en Chine. Le tofu est un produit courant lors de la période d'Edo, comme le livre Tofu Hyakuchin (« Cent recettes de tofu ») en témoigne.

### Transmission à l'Europe
Les empereurs de la dynastie Qing ont longtemps mené une politique de fermeture au monde extérieur. Au XIXe siècle, sous la pression des grandes puissances coloniales, de plus en plus d'informations précises sur la civilisation chinoise parvinrent en Europe. Pailleux (1892) affirme avoir retrouvé le sachet qui a contenu, en 1779, des graines de soja. Dès le début du XVIIIe siècle, Buffon en aurait reçu dans les envois de graines des premiers missionnaires partis en Chine. « En fait, le soja a été cultivé au Muséum depuis 1740 très probablement, en 1779 certainement, et plus tard de 1834 à 1880 sans interruption. »
La France fut le premier pays occidental à expérimenter la culture du soja. La Société zoologique d’acclimatation fut créée en 1854 à Paris avec pour objectif l'introduction et l'acclimatation de plantes et animaux exotiques. Elle s'attacha aussitôt à recueillir toutes les informations qu'elle pouvait obtenir des missionnaires, diplomates et autres correspondants, sur les plantes cultivées en Chine et au Japon et leurs utilisations alimentaires.
La Société d'acclimatation fut la première institution à promouvoir les aliments à base de soja : durant les années allant de 1855 à 1880, elle publia dans son Bulletin plus de trente articles sur la culture du soja et l'utilisation de ses graines dans l'alimentation.
Le consul de France à Shanghai, M. de Montigny avait rapporté de Chine diverses variétés de pois oléagineux dont le pois jaune (ainsi nommait-il le soja). « Les pois oléagineux ont porté graine en France, en 1854. Leur acclimatation est assurée. » lit-on dans le Bulletin de la Société d'acclimatation. En 1856, M. Vilmorin rapporte à la Société les essais de culture qu'il a effectué des pois oléagineux et ses expériences de fabrication de « fromage chinois » nommé teou-fou. Le Bulletin de 1866 contient une description complète et très précise du procédé de fabrication du tofu nommé « fromage de pois ». Le coagulant est le plâtre et du sel provenant des marais salants. L'auteur rapporte aussi que « les marchands de fromage de pois livrent aussi à la consommation le liquide chaud, non coagulé [le petit lait]… ; les Chinois pauvres se nourrissent de cette substance, d'un goût fade, mais nullement désagréable ».
La première usine de fabrication de tofu en France revient à un jeune Chinois, Li Shizeng (李石曾) (ou Li Yu Ying [李煜瀛]) qui vint faire des études d'agronomie à l’École pratique d'agriculture du Chesnoy, à Montargis. Il suivit ensuite dans les années 1906-1910, des cours de chimie et de biologie à la Sorbonne et travailla comme stagiaire dans le laboratoire de Gabriel Bertrand, à l'Institut Pasteur sur le soja. Il publia en 1910 un ouvrage scientifique remarquable en chinois, 大豆, « Le Soja » sur la plante et les aliments à base de soja. Ces travaux seront repris et étendus dans des articles en français, faits en collaboration avec L. Grandvoinet dans L'Agriculture pratique des pays chauds (1911). Li Shizeng créa dans les années 1908-1909 la première usine moderne de fabrication de tofu, 46, rue Denis-Papin à Colombes, quartier des Vallées, nommée la Caséo-Sojaïne. Il y fait travailler des étudiants chinois pour les aider à financer leurs études, suivant le principe du Mouvement travail-étude. Deng Xiaoping y a travaillé en 1920.
Il déposa à partir de ces années plusieurs brevets sur le lait de soja, sur la première protéine de soja (la sojalithe), sur la farine de soja et ses dérivés. Au banquet annuel de la Société d'acclimatation, il offrit son « fromage végétal » (il était devenu végétarien), sa « confiture de soja », son « pain de soja ». Li Shizeng est un éminent représentant la jeune génération de Chinois modernistes, promouvant la connaissance scientifique, les idéaux progressistes d'entraide et de solidarité, qui adhéra à la Tongmenghui de Sun Yat-Sen, pour « établir une république et redistribuer les terres avec égalité ».

## Dans la cuisine chinoise

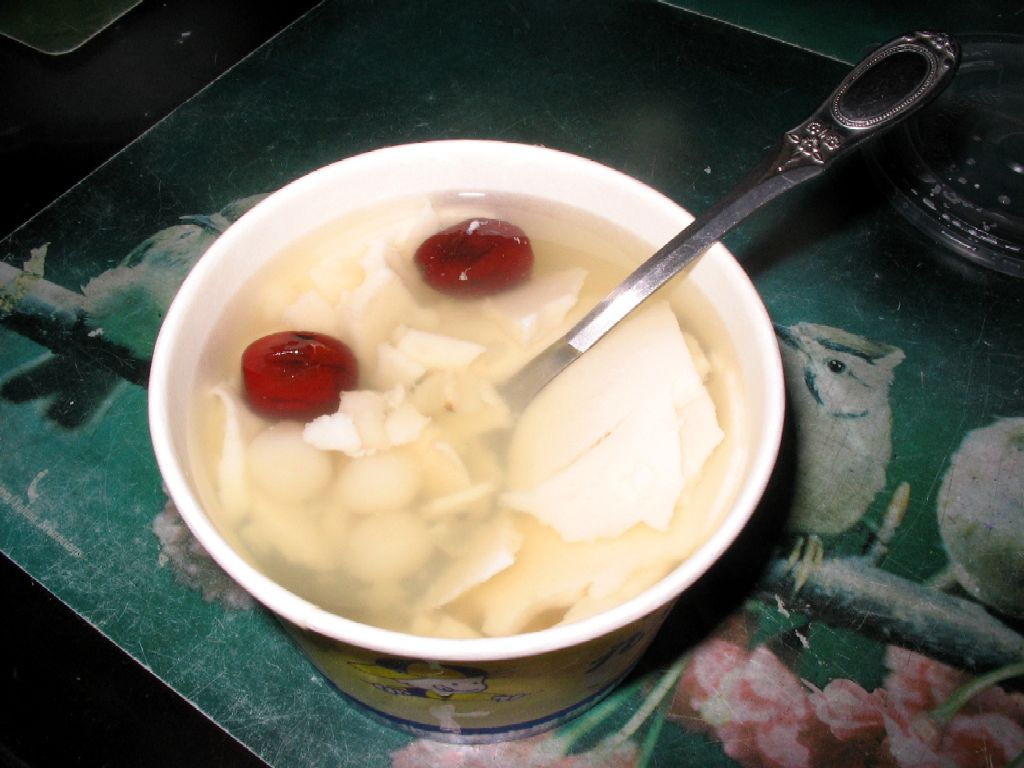
Un dessert populaire chaud ou glacé : dòuhuā (豆花) ou « fleurs de tofu », soupe sucrée contenant une sorte de tofu particulièrement tendre souvent accompagné d'arachides fraîches, de dattes ou de longanes séchés.

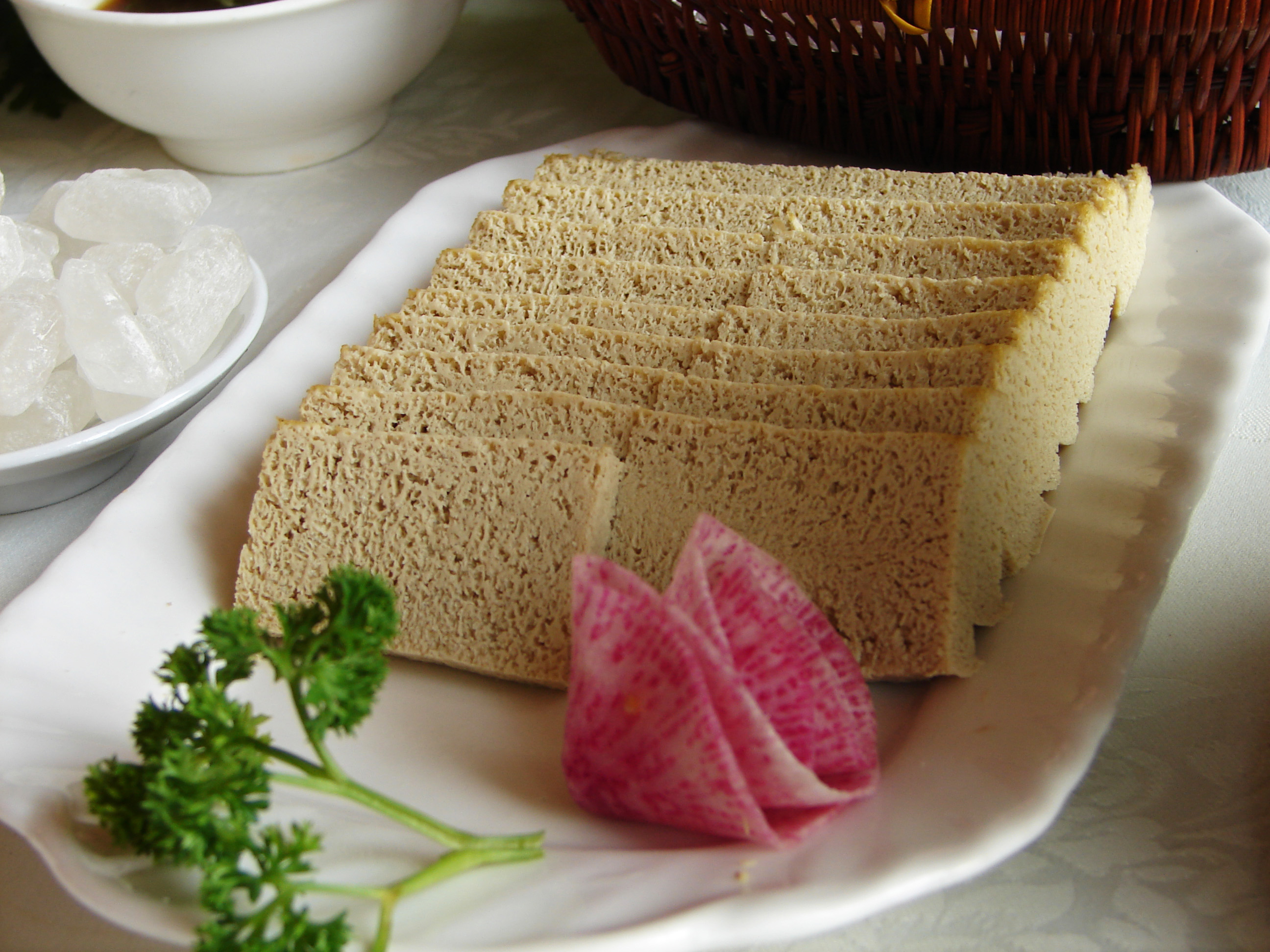
Dòng dòufu (冻豆腐, tofu préalablement congelé), donnant une texture fibreuse au tofu.

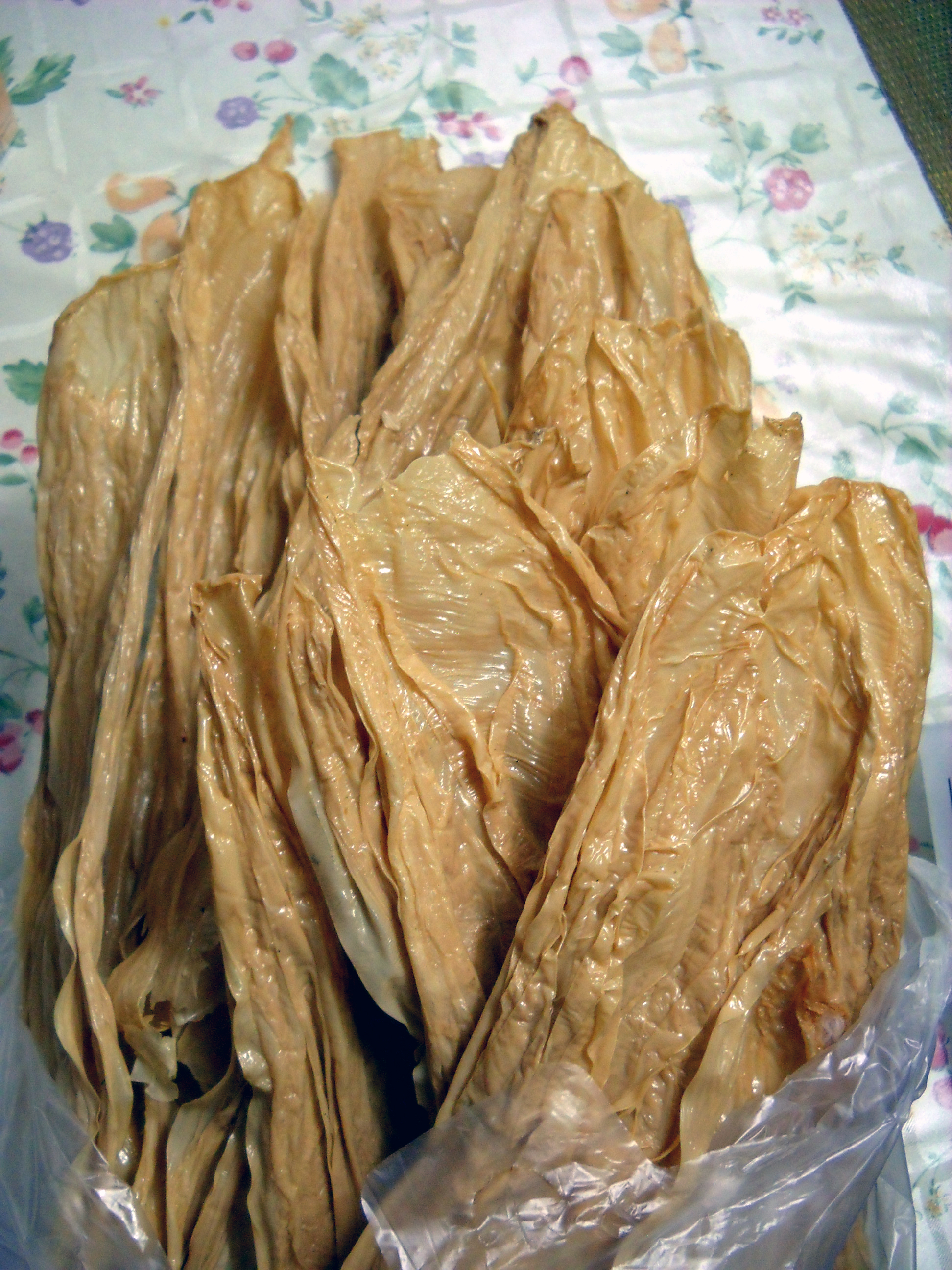
Dòufu pí (豆腐皮, peau de tofu) ou bambou de tofu 腐竹.

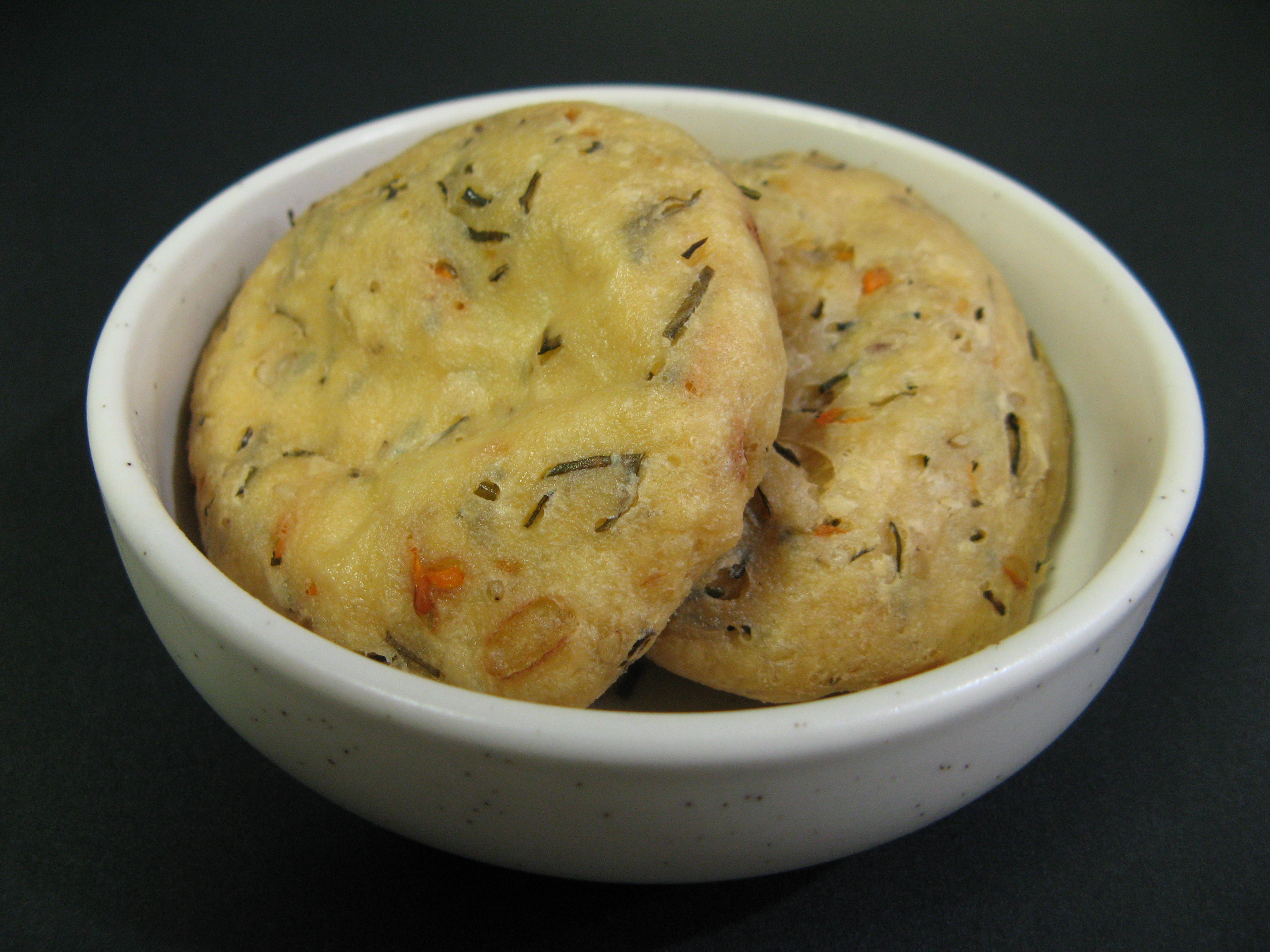
Ganmodoki (がんもどき).

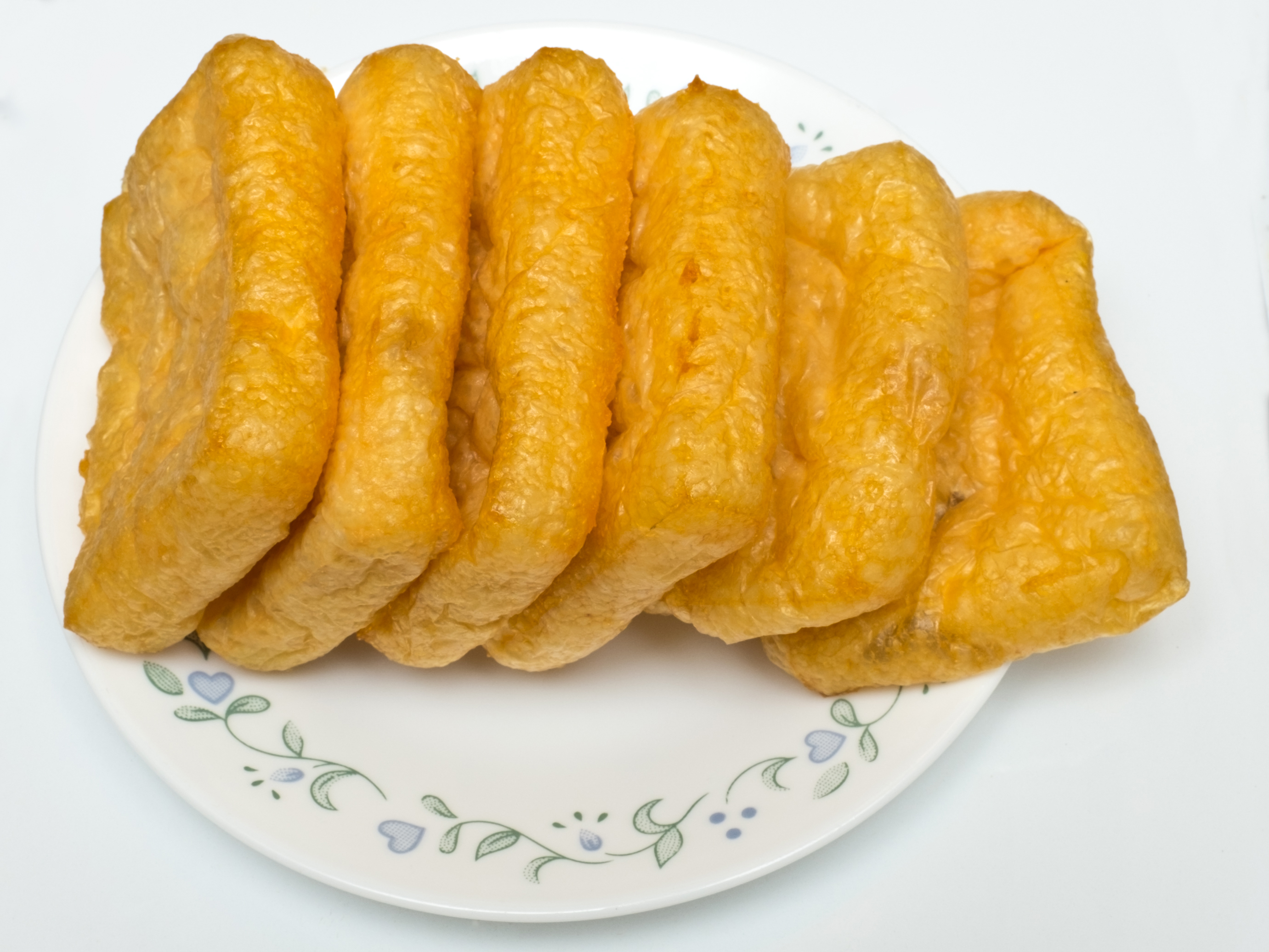
Aburaage (あぶらあげ).

### Types
- Le dòng dòufu (冻豆腐) ou tofu congelé ; il craquelle après être passé au congélateur, donnant une texture plus fibreuse.
- Le dòufu pí (豆腐皮), ou peau de tofu.
- Le dòufu sī (豆腐丝), ou tranche de tofu soyeux.
- Le dòufu zhā (豆腐渣), ou tourteau, ou résidu de tofu. Ce sont les pellicules du pois de soja jaune, qui sont récupérées lors de la fabrication du tofu. Les fabricants le donnent gratuitement ou le jettent car après le broyage des graines il est humide et se conserve mal. Moins apprécié, il peut toutefois être utilisé si on sait le cuisiner.
- Le fǔzhú (腐竹), ou tofu-bambou : la peau de tofu est pliée pour faire comme une corde.
- Le fǔzhú jié (腐竹结), ou nœud de tofu-bambou, parfois appelé plus simplement, nœud de tofu en Occident. Le fǔzhú (腐竹, tofu-bambou) est plié une seconde fois sous forme de nœud, il absorbe alors différemment le bouillon ou la sauce et donne une texture particulière en bouche.
- Le xiāng gān (香干, appellation dans le sud) ou dòufu gān (appellation dans le Nord : 豆腐干) : tofu parfumé aux cinq parfums, coupé en petits carrés et séché, plus ferme et parfumé, il accompagne bien (par exemple) le céleri.
- Le qiānzhang (千张, mille-feuille) ou wǔxiāng qiānzhang juǎn (五香千张卷, rouleau de mille-feuilles au 5 parfums), tofu séché aux 5 parfums, aplatit en feuille, puis roulé.
- Le zhá dòufu (炸豆腐), ou tofu frit, jaune et légèrement gonflé.
- Le zhá chòu dòufu (炸臭豆腐), ou tofu puant frit, jaune et légèrement gonflé.
- Le tofu fermenté ou sufu (fǔrǔ 腐乳 en chinois) est une pâte molle, obtenue par ensemencement du tofu par des moisissures du type Mucor, Actinomucor ou Rhizopus.
- Le chòu dòufu (臭豆腐), ou tofu puant, au parfum proche du munster, est aussi un tofu fermenté.

On trouve également des tofus puants au riz soufflé dans le Nord-Ouest du Yunnan, vendus en brochettes dans les rues.
Enfin, est également appelé tofu un aliment à base d'amandes :
- Le xìngrén dòufu (杏仁豆腐), ou tofu amande, fabriqué avec des amandes à la place du soja.

### Plats traditionnels
Les plus célèbres et les plus appréciés sont deux spécialités du Sichuan.
- Le málà dòufu (麻辣豆腐), ou tofu sauce málà (sésame et piment).
- Le mápó dòufu (麻婆豆腐), ou tofu grand-mère, très épicé, tofu, miettes de porc et poivre du Sichuan.
- Le pídàn dòufu (皮蛋豆腐), ou tofu aux œufs de cent ans, œuf de cent ans et ail, bon pour la santé.

Des vendeurs de rue, et certains restaurants, vendent des brochettes de tofu puant, servies avec du piment et diverses épices sèches (comme dans le Jiangsu), ou en soupe (comme à Pékin ou Taïwan). Le tofu est également très utilisé dans les fondues chinoises des différentes régions (Pékin, Sichuan, Hubei, etc.).

### Cuisine végétarienne

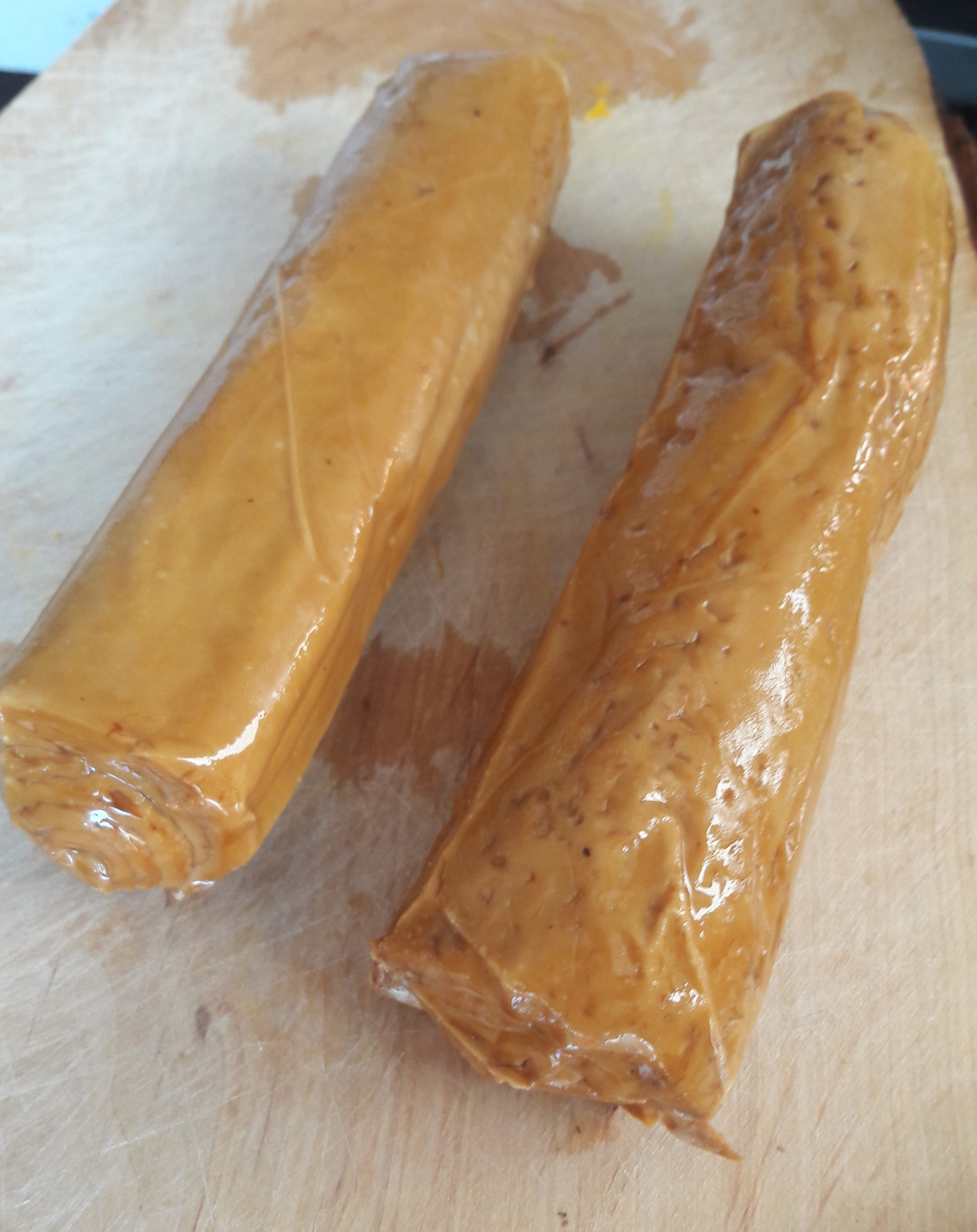
Qianzhang (千张, feuille de tofu séchée roulée).

En cuisine végétarienne chinoise, le dòufu est beaucoup utilisé pour son apport en protéines qui aide à remplacer la viande sur le plan nutritionnel, et qui de plus ne produit pas de cholestérol.

## Dans la cuisine japonaise
Le tofu étant un aliment primordial dans la cuisine japonaise, les tofu-ya (豆腐屋, fabriques artisanales de tofu) étaient, jusqu'à une période récente, aussi répandues que les boulangeries en France. La fabrication industrielle du tofu se substitue progressivement à cet artisanat. Dans la cuisine japonaise, le tofu est servi sous sa forme la plus simple, que ce soit le kinugoshi tofu (絹ごし豆腐, tofu soyeux) ou le momen tofu (木綿豆腐, d'aspect plus rugueux). Coupé en fines tranches et frit, il prend le nom d'abura-age (油揚げ) et sert à fabriquer les inari sushi (いなり寿司, tofu frit fourré de riz). Il est également utilisé pour agrémenter les soupes de nouilles udon ou des bouillons (soupe miso par exemple). Tout comme en Chine, le yuba (ゆば ou 湯葉), la pellicule qui se forme lors de la cuisson du lait de soja au cours de la préparation du tofu, est recueilli et consommé.

## Dans la cuisine végétarienne occidentale
- Pâté aux champignons et tofu.

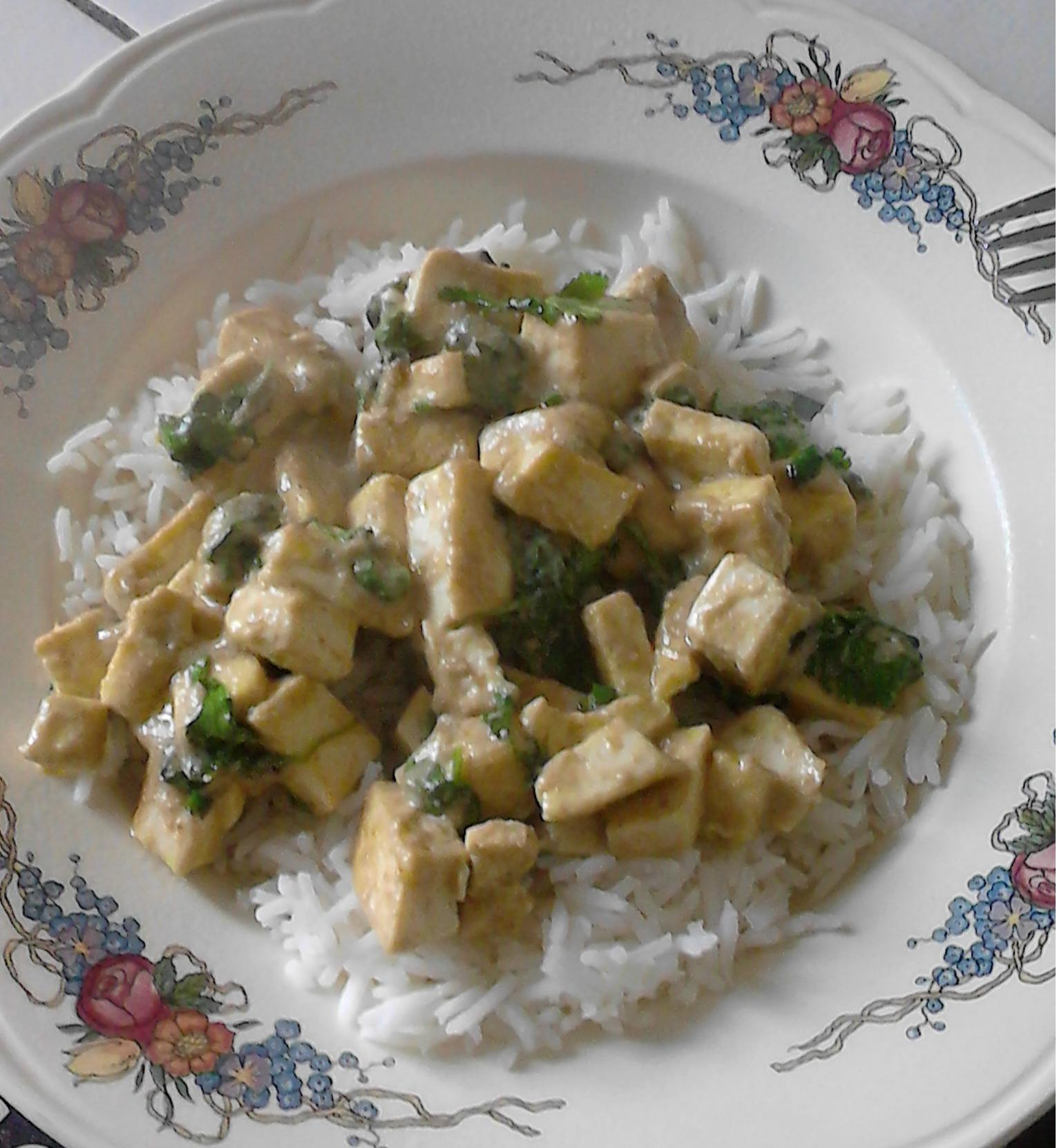
Tofu au curry vert et lait de coco : une recette vegan à base de tofu.

- Salade de tofu aux herbes sauce au gomashio.
- Sandwich à l’avocat et au tofu.
- Pizza au tofu et aux champignons.
- Tofu au curry vert et lait de coco.
- Palak paneer (le tofu remplace le paneer).
- Verrine de champignons au tofu soyeux.